# Hamza Güreler
Hamza Güreler (Bayrampaşa, 10 aprile 2006) è un calciatore turco, difensore dell'İstanbul Başakşehir.

## Carriera

### Club
È cresciuto nel settore giovanile del İstanbul Başakşehir, con cui ha firmato il primo contratto professionistico il 13 ottobre 2023. Ha debuttato in prima squadra il 28 gennaio 2024 nell'incontro di Süper Lig vinto 3-2 contro il Konyaspor ed ha segnato il suo primo gol il 19 febbraio contro il Kayserispor.

### Nazionale
Ha giocato nelle nazionali giovanili turche Under-19 ed Under-21.

## Statistiche

### Presenze e reti nei club
Statistiche aggiornate al 15 febbraio 2025.
| Stagione        | Squadra             | Campionato      | Campionato | Campionato | Coppe nazionali | Coppe nazionali | Coppe nazionali | Coppe continentali | Coppe continentali | Coppe continentali | Altre coppe | Altre coppe | Altre coppe | Totale | Totale | Totale |
| Stagione        | Squadra             | Comp            | Pres       | Reti       | Comp            | Pres            | Reti            | Comp               | Pres               | Reti               | Comp        | Pres        | Reti        | Pres   | Reti   |        |
| --------------- | ------------------- | --------------- | ---------- | ---------- | --------------- | --------------- | --------------- | ------------------ | ------------------ | ------------------ | ----------- | ----------- | ----------- | ------ | ------ | ------ |
| 2023-2024       | İstanbul Başakşehir | SL              | 9          | 1          | CT              | 0               | 0               | -                  | -                  | -                  | -           | -           | -           | 9      | 1      |        |
| 2024-2025       | İstanbul Başakşehir | SL              | 16         | 0          | CT              | 2               | 1               | UECL               | 8                  | 1                  | -           | -           | -           | 26     | 2      |        |
| Totale carriera | Totale carriera     | Totale carriera | 25         | 1          |                 | 2               | 1               |                    | 8                  | 1                  |             | -           | -           | 35     | 3      |        |